# Lepidium densiflorum
Lepidium densiflorum é uma planta herbácea anual ou bienal, da família brassicaceae, a que também pertencem as couves, nabos e a mostarda. É espontânea na América do Norte, na Europa e na Ásia. Atinge alturas que vão dos 20 aos 40 cm. As folhas da base são pinatilobadas (os recortes da margem não ultrapassam o meio do limbo, de cada lado da nervura média) ou pinatífidas (ultrapassam um pouco a zona média). Os frutos são síliquas ovadas ou obovadas (com a parte mais estreita junto ao pecíolo). As pétalas das flores são pequenas ou nulas. Habita terrenos secos.

## Plantas semelhantes
- Bolsa-de-pastor